# Konnopke's Imbiß

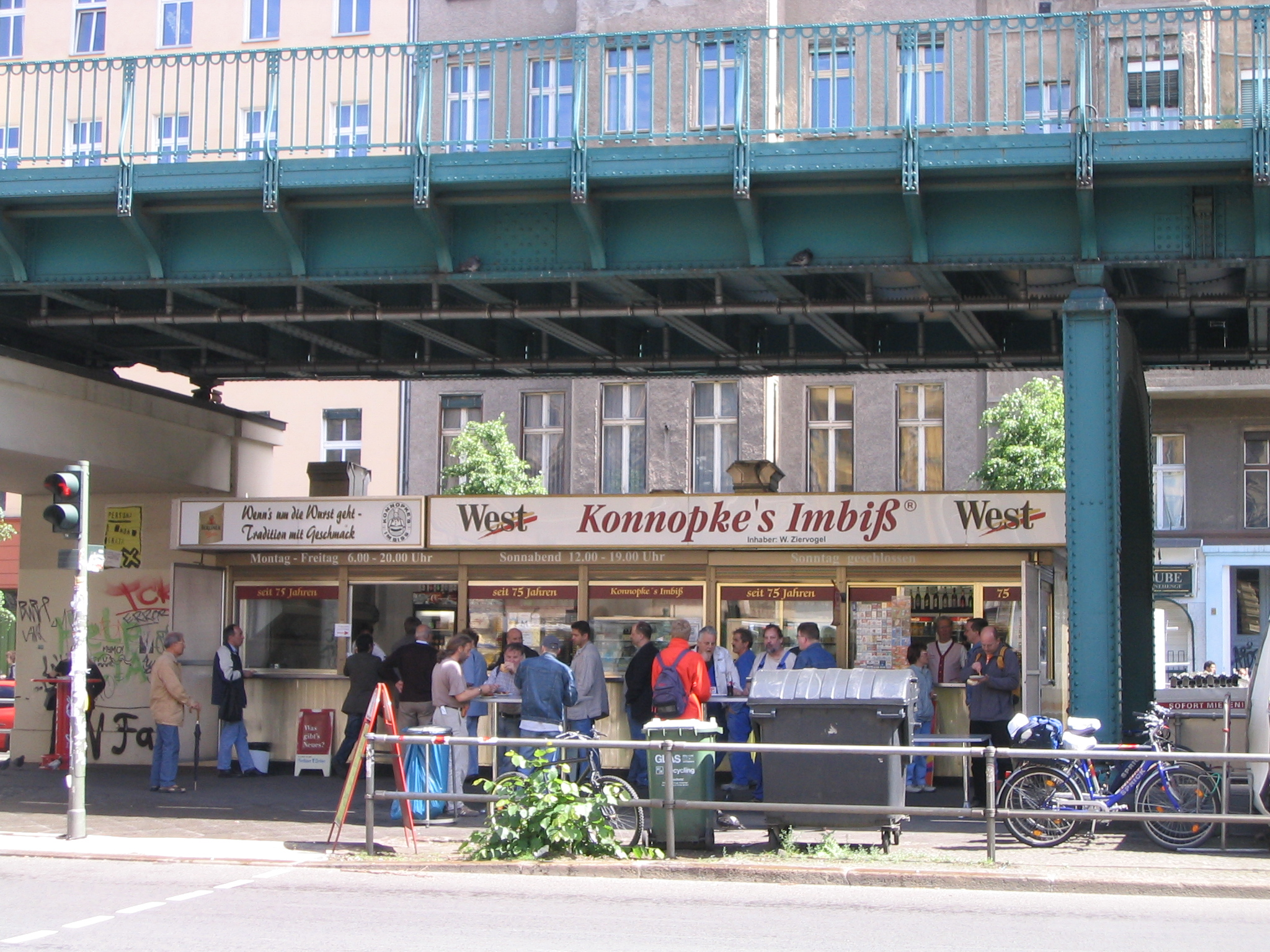
Le stand Konnopke en 2010

Konnopke's Imbiß (aussi appelé Konnopke) est un snack berlinois. Il se situe dans le quartier de Prenzlauer Berg, après le croisement avec Schönhauser Allee. Il s'agirait du premier snack de Berlin-Est à vendre des Currywurst.

## Localisation
Le snack se situe à environ 50 mètres au sud du carrefour de Schönhauser, Kastanien und Pappelallee ainsi que de Danziger et Eberswalder Straße. Il se trouve sous le pont de métro de la ligne U2 à Schönhauser Allee, juste au sud de la station de métro Eberswalder Straße. Le kiosque a dû être démoli pendant l'été 2010 dans le cadre de rénovations de la ligne U2. Un nouveau bâtiment, dans le « style des années 60 », a cependant été construit au même emplacement en automne 2010. Il a été inauguré le 28 avril 2011. Durant les travaux du métro l'entreprise a continué son activité dans un camion.
Grâce à son emplacement central à Prenzlauer Berg ainsi qu'à sa renommée, le Konnopke's Imbiß est populaire auprès des habitants mais également auprès des touristes. Un snack du même nom se trouvait dans la Mahlerstraße Weißensee ; celui-ci était dirigé par Günter Konnopke, un fils de Max Konnopke. Il a été vendu en 2000. Une nouvelle filiale Konnopke a ouvert ses portes le 1er août 2007 dans le quartier de Heinersdorf.

## Histoire
C'est Max Konnopke (1901-1986) et sa femme Charlotte (1910-2009) qui ont fondé l'entreprise en commençant par de la vente ambulante à l'angle des rues Schönhauser/Danziger. Aujourd'hui, le snack se trouve toujours au même endroit. Au début les saucisses n'étaient vendues que la nuit, puis à partir de 1939 elles ne sont plus vendues du tout à cause de la pénurie de viande. Le commerce s'est donc temporairement spécialisé dans les galettes de pommes de terre, jusqu'à ce que Max Konnopte soit enrôlé dans la Wehrmacht en 1941. Après la Seconde guerre mondiale, en 1947, ils font l'acquisition d'un wagon à saucisses. C'est seulement en 1960 qu'une échoppe est construite. C'est à partir de ce moment là qu'a commencé à se vendre le produit le plus connu de Konnopke : la Currywurst avec du ketchup (qui est une recette familiale). Après la construction du mur il était très difficile de se procurer du ketchup à Berlin-Est ce qui a été la cause du développement de ce produit-phare. En 1976, l'affaire est reprise par leur fille Waltraud Ziegel, née en 1936. Elle remplace l'ancienne cabane en bois par un kiosque en métal. L'entreprise familiale compte environ 20 employés en 2011. Waltraud Ziergovel a annoncé en 2010 qu'elle s'occuperait de la gestion de l'entreprise jusqu'en 2015 puis qu'elle la confierait à son fils Mario Ziergovel. Celui-ci a cependant fini par ouvrir son propre snack sur la Senefelderplatz en 2012 en raison de désaccords et de problèmes familiaux croissants. Malgré l'affluence le soir, l'entreprise n'a pas prolongé les heures d'ouvertures, faute de quoi la qualité n'était pas garantie.

## Notoriété

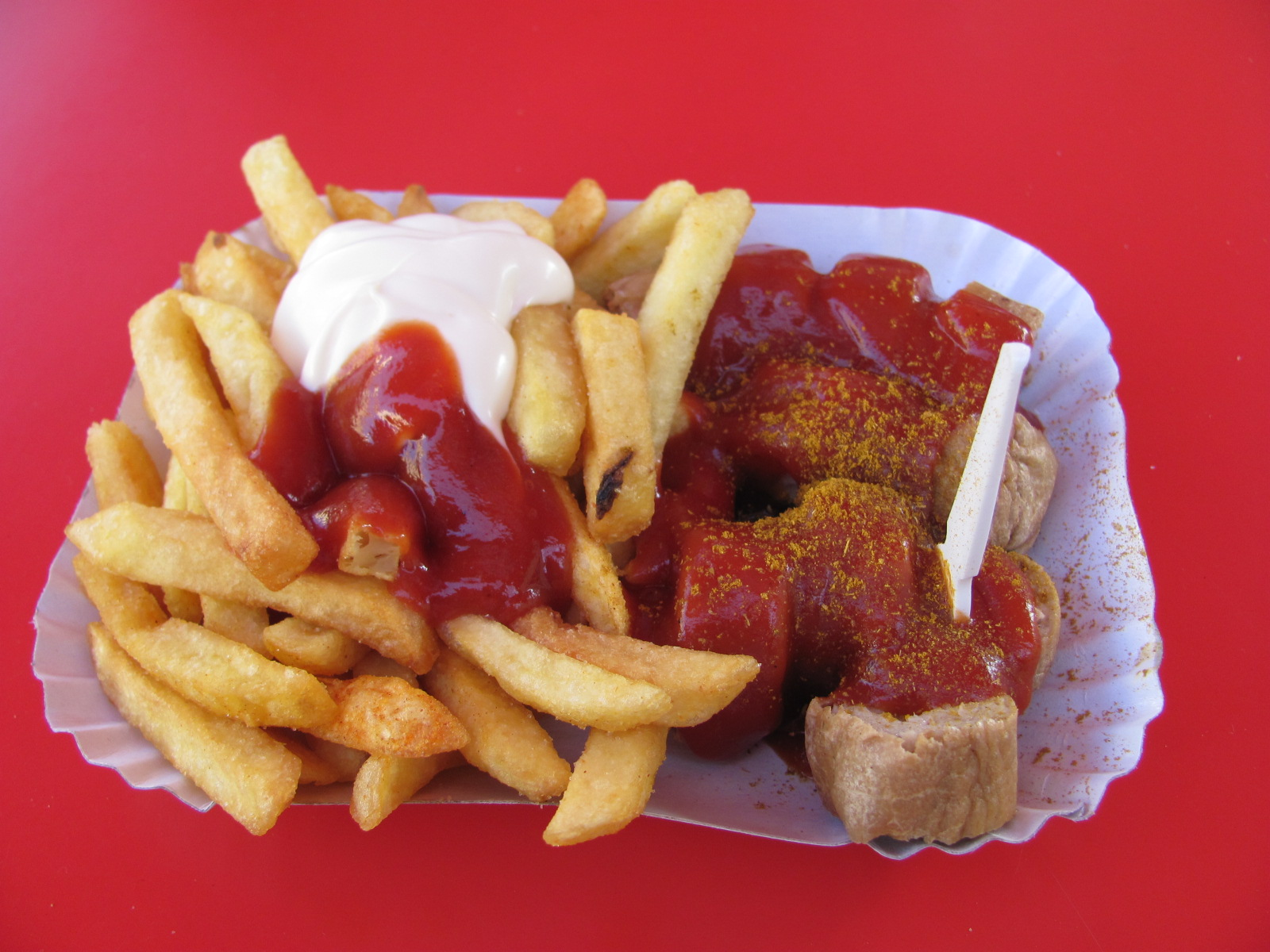
Une currywurst de Konnopke en 2012

Selon le Who’s Who, l'importance de Konnopke vient du fait d'avoir introduit la Currywurst dans la capitale de la RDA à partir de 1960. Konnopke est réputé pour être le snack le plus connu. Par exemple, le magazine de voyage de la maison d'édition ADAC parle de Konnopke dans son numéro 69, le définissant comme le King of Currywurst Ost.
Divers reportages qualifient Konnopke de « légendaire »,. La gérante elle-même parle d'une énorme affluence, déjà au temps de la RDA.
De nombreux supports font encore référence au célèbre snack. Dans son documentaire Berlin-Prenzlauer Berg: Begegnungen zwischen dem 1. Mai und dem 1. Juli 1990, qui date de 1991, la cinéaste Petra Tschörtner fait le portrait « des gérants de la plus célèbre baraque à saucisses, Konnopke's Imbiß à Schönhauser Allee ». Dans son livre Prenzlauer Berg-Tour publié en 1987, Daniela Dahn se réfère plusieurs fois au snack. On retrouve également de nombreuses évocations de Konnopke dans le recueil Durchgangszimmer Prenzlauer Berg : Eine Berliner Künstlersozialgeschichte in Selbstauskünften (1999).
Lors des visites guidées de la ville, et plus particulièrement de Prenzlauer Berg, Konnopke est souvent cité. C'est pour cela qu'il est par exemple mentionné dans le livre audio Berlin – Eine akustische Reise zwischen Wannsee und Alex de Reinhard Kober et Matthias Morgenroth.
C'est à la fin du mois de février 2001 que le snack s'est fait connaître en-dehors de Berlin, lorsque le chancelier Gerhard Schröder, dont la préférence pour la currywurst est connue par la presse, a goûté à la fameuse Konnopke-currywurst.

## Dans la culture populaire
Konnopke's Imbiß a été cité par le groupe berlinois Silly dans leur chanson ambiguë Heiße Würstchen (de l'album Mont Klamott) en 1983 ainsi que dans la chanson Curryking (de l'album Zeit is Geld) de Prinz Pi en 2005.
Dans une nouvelle édition du jeu classique Monopoly, parue en 2006, le « Monopoly Today », le snack de Konnopke est évalué à un million d'euros.